# Швенчёнис
Швенчёнис (лит. Švenčionys, до 1940 — рус. Свенця́ны) — город на востоке Литвы, в 84 км к северо-востоку от Вильнюса; административный центр Швенчёнского района.

## Происхождение названия
Происхождение названия так или иначе связывается с гидронимом. По одной версии, оно образовано от названия озера Швянтас (Šventas) или небольшой речки в системе озёр Швянтас — Ильгис — Мишкинис (однако не установлено, какая это река и как она называется в настоящее время); вероятность такого образования подтверждается аналогичными названиями Мярёнис (река Мяра), Милёнис (река и озеро Миле) и другими. Однако город расположен не в ближайшем соседстве с озером Швянтас, находящимся на расстоянии свыше 10 км к северу от Швянчёниса, поэтому связь между ним и названием города вызывает некоторые сомнения и побуждает предполагать, что первые жители Швянчёниса переселились с берегов озера (или реки). По другой версии, название города образовано от имени или фамилии, которое в свою очередь выводится от названия озера Швянчюс (Švenčius). В текстах на русском языке широко употребляются варианты названия Швенчёнис и Швянчёнис. Второй вариант отвечает § 47 «Инструкции по транскрипции фамилий, имен и географических названий с русского языка на литовский и с литовского языка на русский», апробированной Комиссией по литовскому языку при Академии наук Литовской ССР и обязательной в Литве, в соответствии с которым литовская e транскрибируется русской я.

### Прежние названия
Ранее назывался Свенцяны и Свентяны.

## Положение и общая характеристика
Город расположился по берегам небольшой реки Куна (название реки Мяра в верхнем течение) на старом тракте, который издавна вёл из России в Пруссию. Швенчёнис — небольшой городок с населением 5 658 жителей (2005 год), костёлом Всех Святых (в нынешнем виде построен в 1898 году), православным Свято-Троицким храмом (1898), музеем земли Нальши, кинотеатром, почтовым отделением, центральной районной больницей и другими учреждениями. Действуют начальная школа, средняя школа, гимназия.

## История

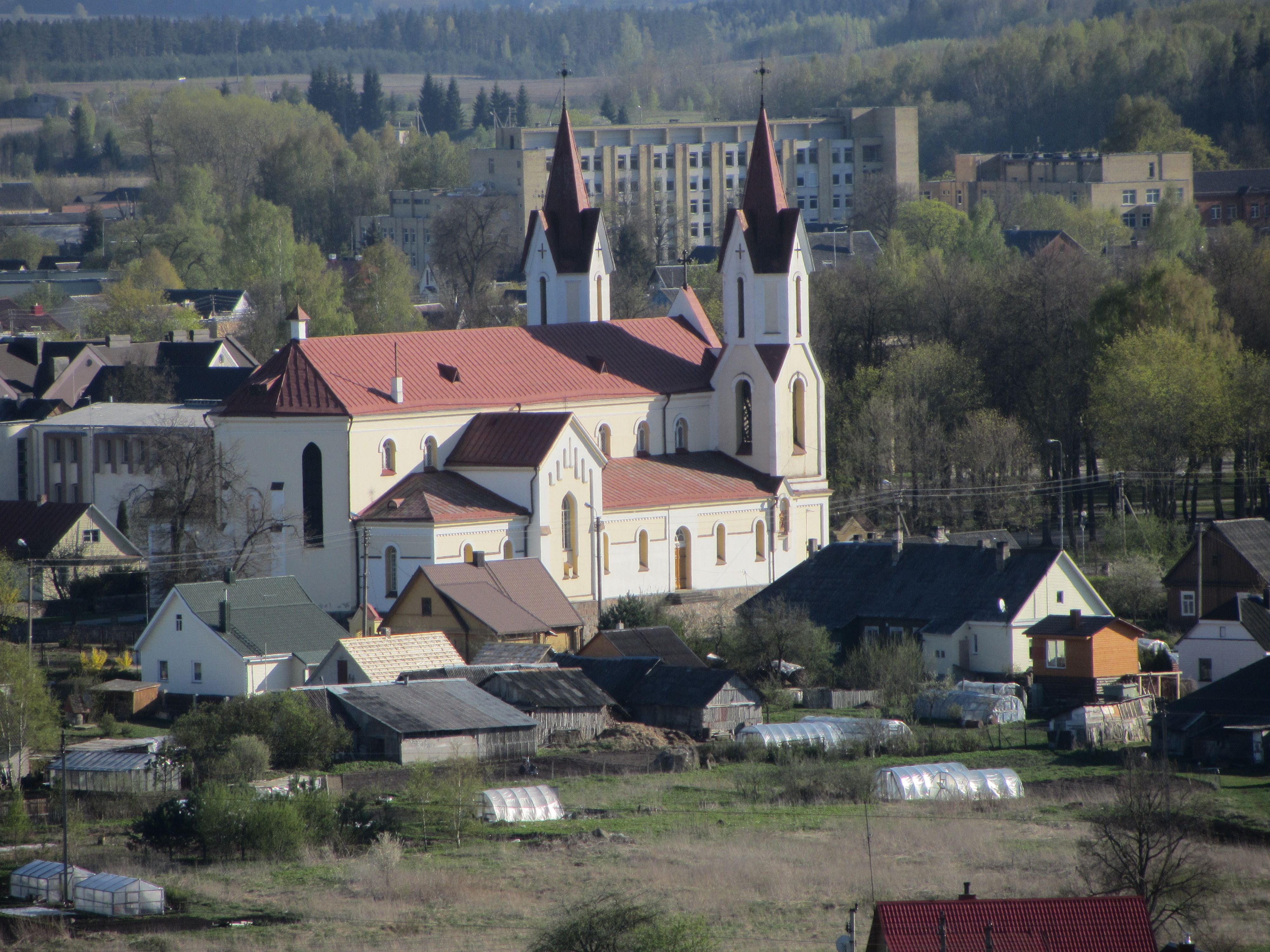
Костёл Всех Святых

Поселение формировалось в Средние века. Первое упоминание местечка в письменных источниках относится к 1486 году. К началу XV века здесь было поместье князя Витовта. В 1392—1414 годах Витовтом был построен костёл (нынешний костёл построен в 1636 году и несколько раз отстраивался заново).
В 1800 году Свенцяны получили права городского самоуправления. В 1812 году с приближением Наполеона император Александр и сопровождавшие его военачальники оставили Вильну и остановились в Свенцянах. В конце того же года при отступлении из России в Свенцянах останавливался Наполеон со своим войском. Город упоминается в романе Льва Толстого «Война и мир»:

Сначала весело стояли подле Вильны, заводя знакомства с польскими помещиками и ожидая и отбывая смотры государя и других высших командиров. Потом пришел приказ отступить к Свенцянам и истреблять провиант, который нельзя было увезти. Свенцяны памятны были гусарам только потому, что это был пьяный лагерь, как прозвала вся армия стоянку у Свенцян, и потому, что в Свенцянах много было жалоб на войска за то, что они, воспользовавшись приказанием отбирать провиант, в числе провианта забирали и лошадей, и экипажи, и ковры у польских панов. Ростов помнил Свенцяны потому, что он в первый день вступления в это местечко сменил вахмистра и не мог справиться с перепившимися всеми людьми эскадрона, которые без его ведома увезли пять бочек старого пива. От Свенцян отступали дальше и дальше до Дриссы, и опять отступили от Дриссы, уже приближаясь к русским границам.

Был сборным пунктом 1-й Западной армии во время Отечественной войны 1812 года.
В 1898 году по проекту виленского епархиального архитектора Михаила Прозорова был построен каменный соборный храм в русско-византийском стиле.
Половина населения города были евреи (в 1897 году — 52 %). Всего в городе по данным переписи проживали 6025 человек, евреи — 3147, поляки — 1242, русские — 988, белорусы — 351, литовцы — 274.
В 1920 году был оккупирован Польшей, вошел в состав Срединной Литвы, с 1922 по 1939 годы в составе Польши. В 1939 вошёл в состав Белорусской ССР, где стал центром Свенцянского района. Был передан Литовской ССР в 1940 году.
В июне 1941 года Швенчёнис оккупирован германскими войсками. В городе было создано еврейское гетто. Расстрелы узников начались в сентябре 1941 года, полностью гетто было уничтожено 5 апреля 1943 года. На месте гетто установлен памятник погибшим.
В 1992 году был утверждён Герб Швенчёниса.

## Герб
Официальный герб города представляет собой геральдический щит с изображением двух рыб на лазурном поле. Первоначальный вариант герба появился в 1845 году, современный герб утверждён Президентом Литвы в 1992 году. 

## Население
| 1867                                                                                                  | 1897 | 1900* | 1931 | 1941 | 1970 | 1976 | 1979 | 1989 |
| --- | ---- | ----- | ---- | ---- | ---- | ---- | ---- | ---- |
| 5994                                                                                                  | 6025 | 6322  | 5742 | 5900 | 4617 | 5100 | 5284 | 6469 |
| 2001                                                                                                  | 2011 | 2015  | 2017 | 2020 | 2021 | -    | -    | -    |
| 5684                                                                                                  | 4980 | 4781  | 4458 | 4063 | 3979 | -    | -    | -    |
| - * pagal enciklopedijos išleidimo metus. Metai, kurių duomenys pateikti enciklopedijoje, nenurodyti. |      |       |      |      |      |      |      |      |
| Гистограмма динамики населения                                                                        |      |       |      |      |      |      |      |      |

### Национальный состав
Из 3979 человек по переписи 2011 года:
- Литовцы 56,4 % (2799 человек);
- Русские 17,33 % (860 человек)
- Поляки 17,33 % (860 человек)
- Белорусы 4,55 % (226 человек)
- Татары 0,62 % (31 человек)
- Украинцы 0,48 % (24 человека)
- Другие 3,28 % (163 человек)

## Города-побратимы
- Польша: Мронгово, Свидница, Вейхерово, Румя

## Известные уроженцы и жители
- Бройдо, Марк Исаевич — российский политический деятель.
- Бройдо, Ева Львовна — политический деятель, революционер, публицист, переводчик, мемуарист.
- Ицхак Арад — партизан, затем израильский генерал и историк.
- Андрей Лобода (1871—1931) — украинский этнограф и фольклорист, вице-президент Академии наук Украины.
- Явич, Август Ефимович (1900—1979) — советский писатель.

## Галерея

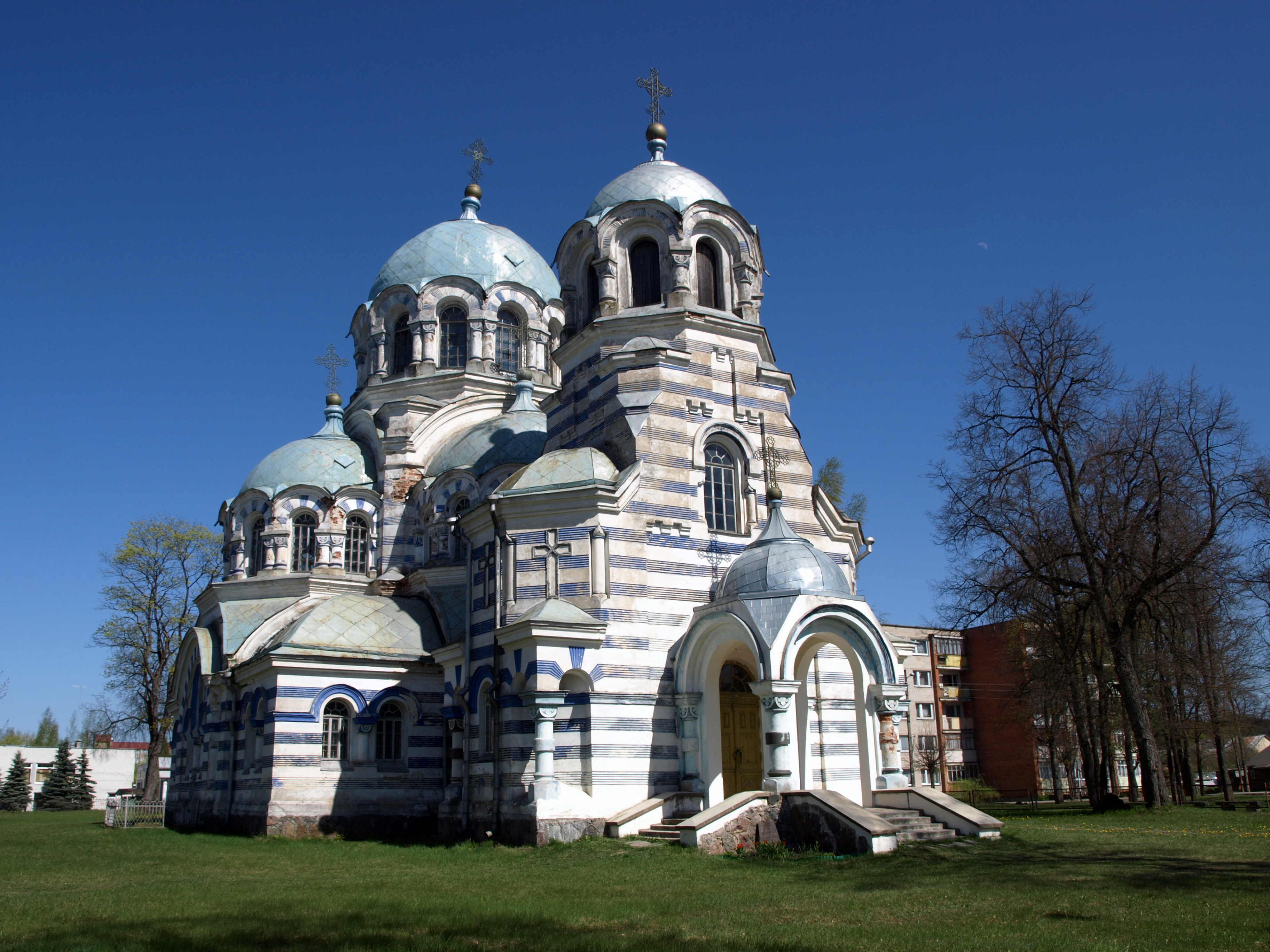
Свято-Троицкий храм
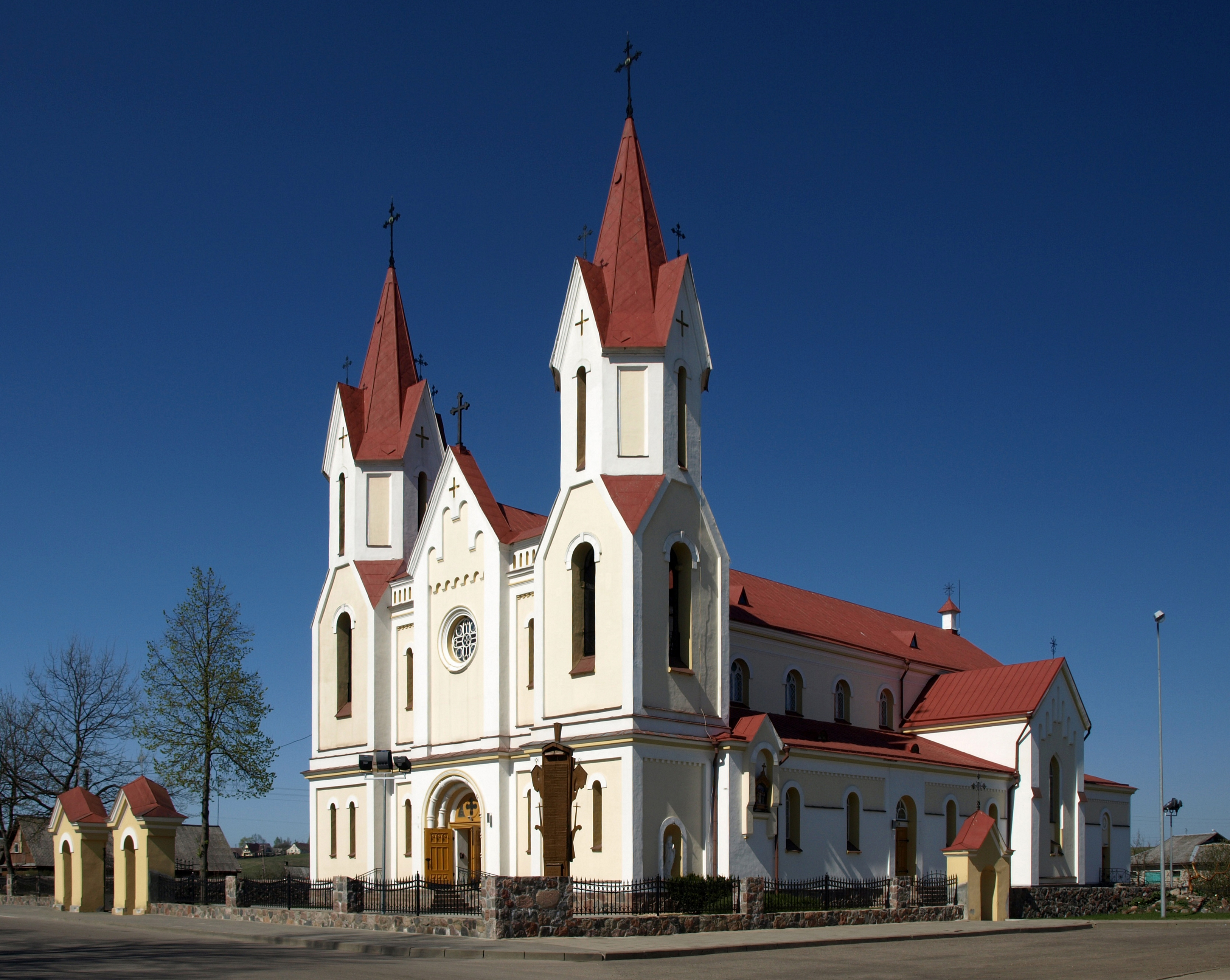
Костёл Всех Святых
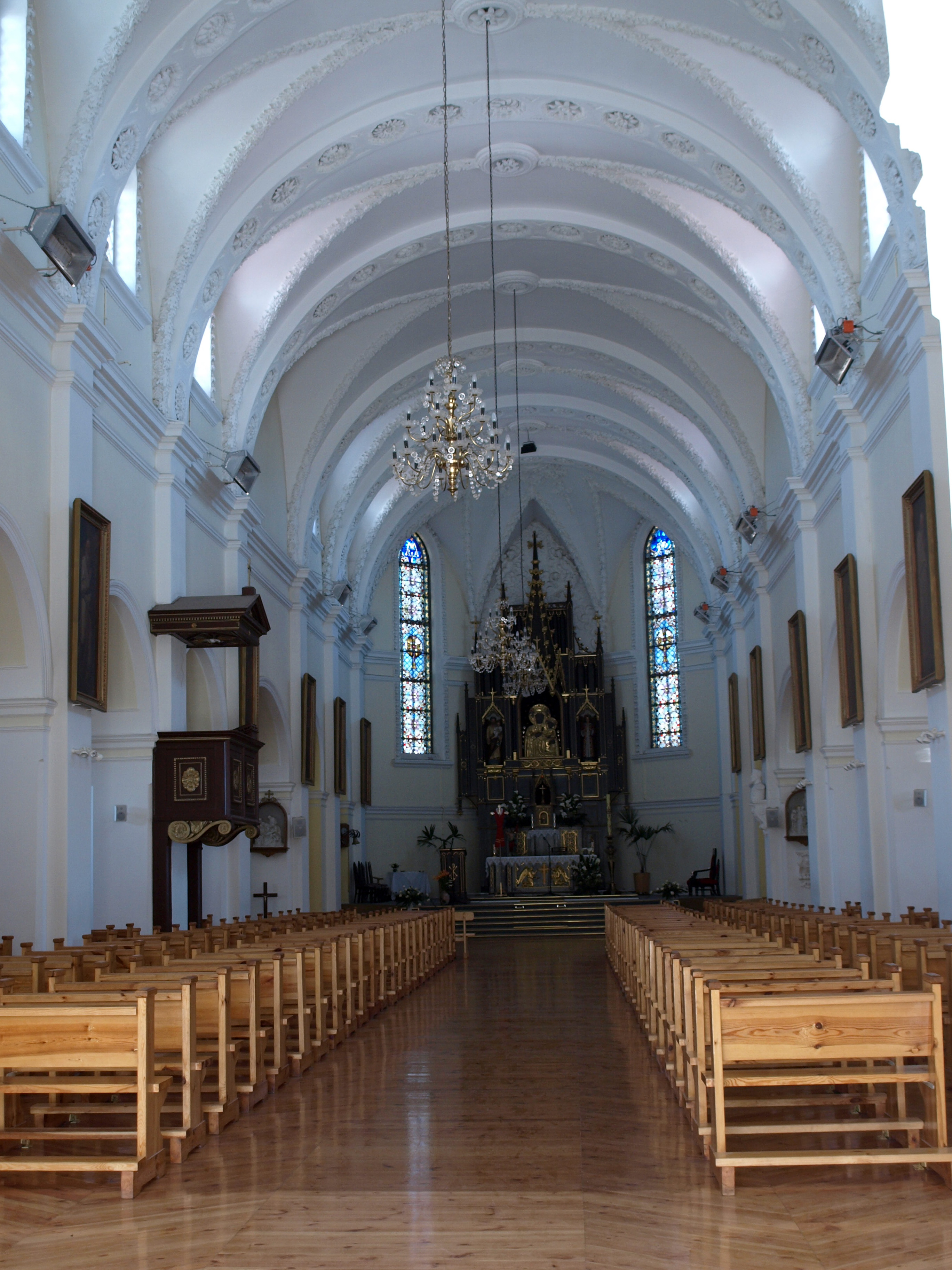
Костёл Всех Святых, интерьер
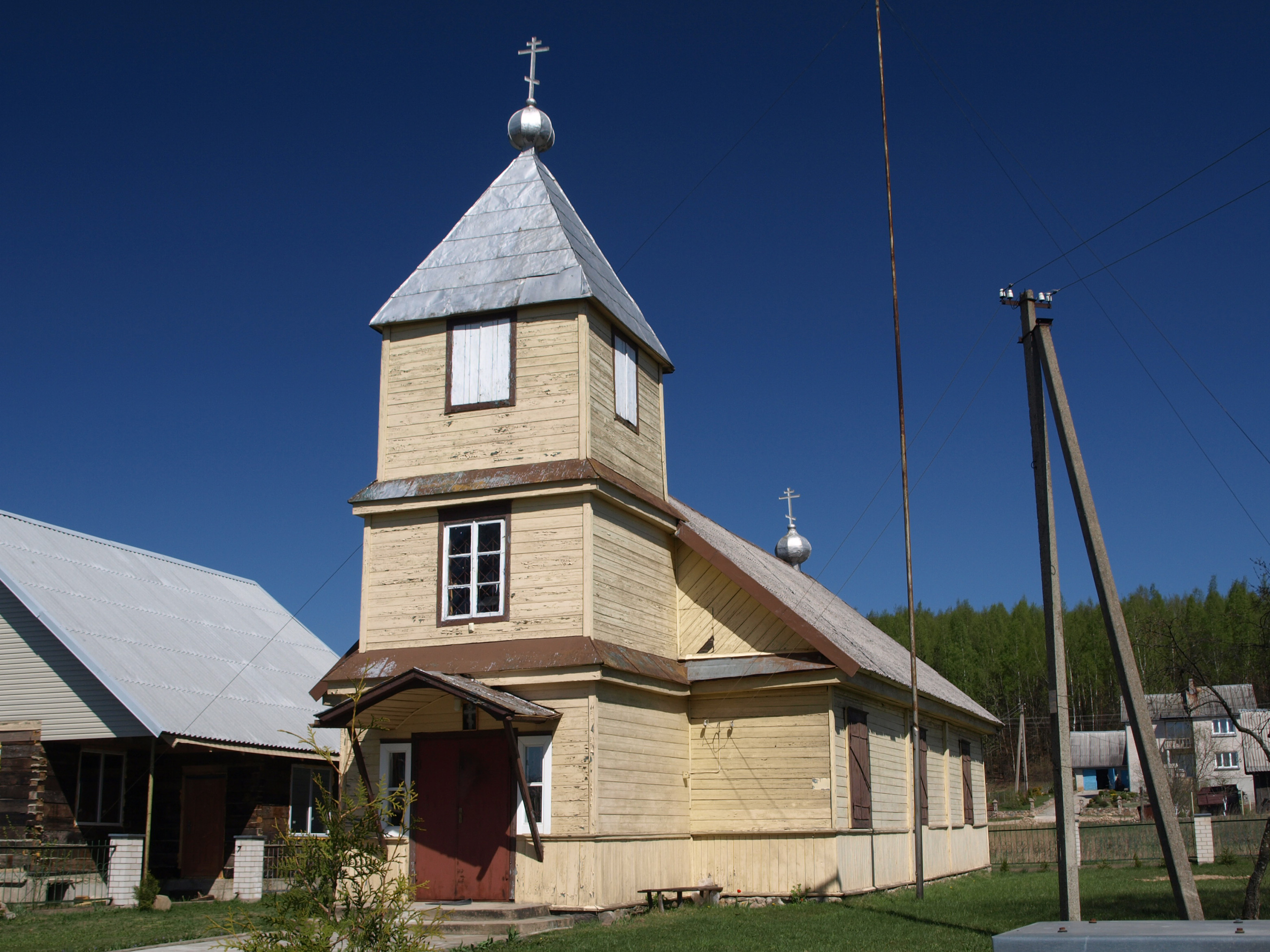
Старообрядческая церковь